# V Jámě
Ulice V jámě na Novém Městě v Praze spojuje ulice Vodičkova a Štěpánská. Na čísle 5 je Pasáž U Nováků, která je propojena s pasážemi paláce Lucerna a Rokoko.

## Historie a názvy
Ulice vznikla ve 14. století a její původní název v 15. století byl "V jámě" podle okolního terénu. Později se název měnil na "V jamce" nebo "Pod jamou".

## Budovy, firmy a instituce
- Rozhodčí soud při Českomoravské komoditní burze Kladno - V jámě 1[3]
- Rohový dům z Vodičkovy ulice – bývalé sídlo historického hostince „U Gabrielů“, kde byl 30. března 1897 domluven vznik České strany národně sociální – V jámě 2[4]
- ICON hotel – V jámě 6[5]
- hotel Gallery hostel – V jámě 7[6]
- restaurace Wasabisushi – V jámě 8[7]